# Transpallet

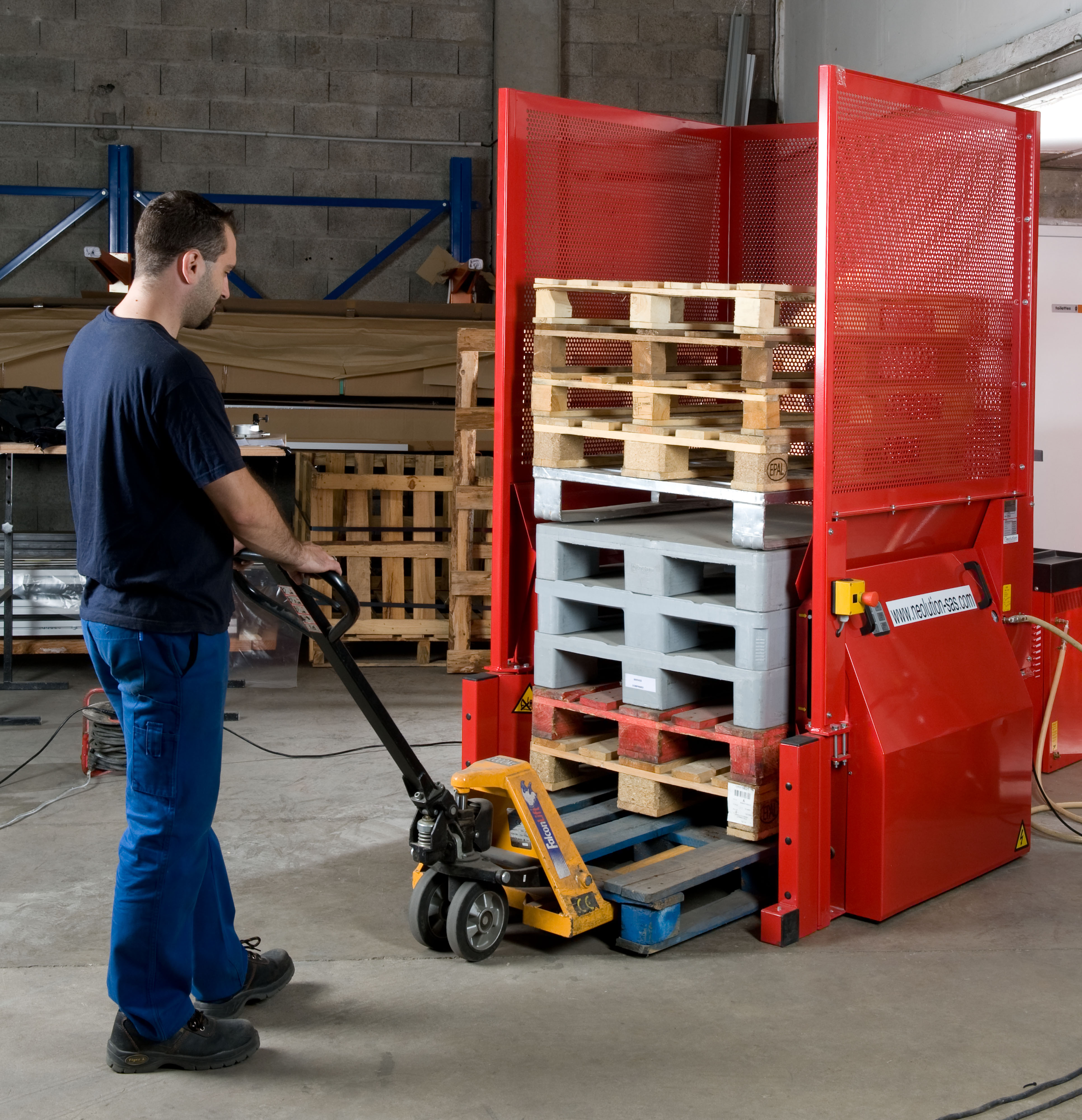
Un uomo si accinge a spostare con un transpallet un bancale da una catasta.

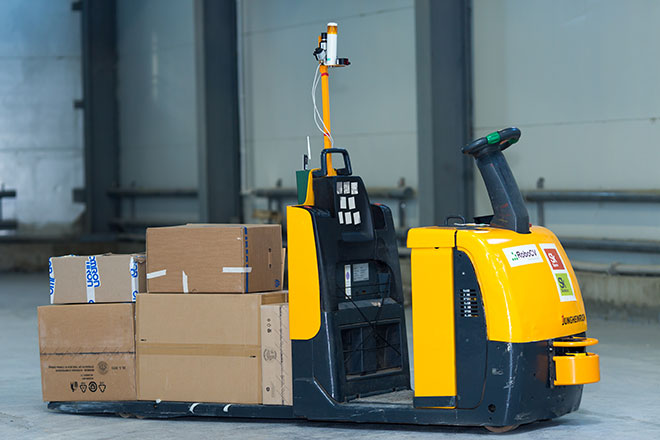
Esempio di transpallet elettrico

Il transpallet è un mezzo di lavoro ideato per lo spostamento di merci sistemate su pallet (chiamati anche pedane, bancali, pancali, o palette di carico) trasportate su terreno pianeggiante.

## Descrizione e tipi
Il transpallet è formato di due forche (generalmente in acciaio) collegate a un braccio centrale in cui sono posti agganci specifici per la presa della guida; il mezzo può essere sprovvisto di motore e funzionare manualmente, spinto o tirato dalla forza fisica del soggetto che lo maneggia, oppure azionato da un motore elettrico. In quest'ultimo caso, si parla di "transpallet elettrico".
Il transpallet può essere di varie dimensioni: si va da quelli con forche standard con lunghezza solitamente di 1.150 mm (in genere in grado di resistere il peso fino a un massimo di 2,5 tonnellate) ai transpallet con misura non convenzionale che ne modifica scartamento esterno, interno e dimensioni della schiena di appoggio.

## Applicazioni

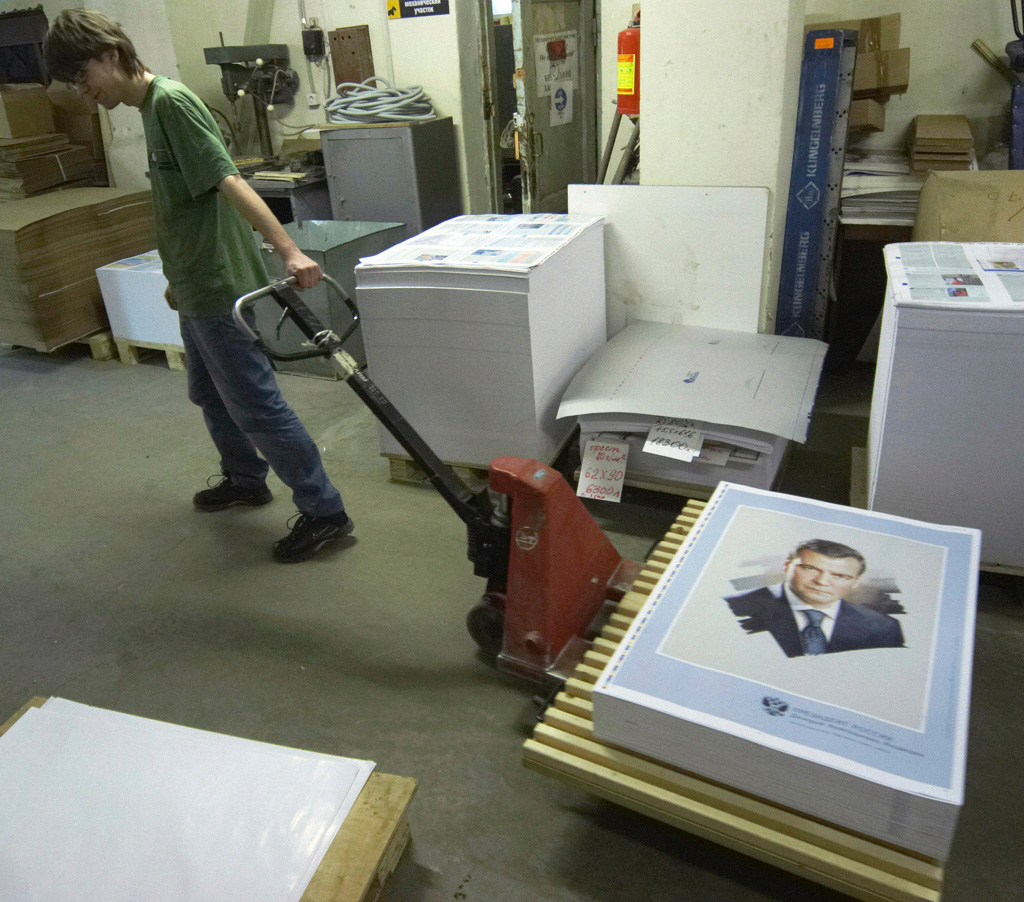
Un uomo sposta materiali pesanti con un transpallet.

Il transpallet è usato generalmente in ambito industriale e/o commerciale, nelle piccole attività come nelle grandi aziende, ed è indicato solo per spostare materiali per brevi tratti. Non è adatto ai sollevamenti eccessivi, in quanto la molla presente sulla struttura della pompa di sollevamento (subito sopra le ruote) può sopportare solo una piccola quantità di sforzo, che dovrebbe equivalere a quanto basta per poter superare solitamente piccoli scivoli dinanzi alle entrate dei portoni e/o cancelli, onde evitare l'attrito e l'urto tra le forche e il terreno in caso di pendenza tutti i transpallet sono dotati di un sistema di leveraggio che contribuiscono a sollevare uniformemente il carico in tutti i punti del transpallet.
Alcune applicazioni particolari si trovano in ambienti ad alto rischio esplosivo. Questi transpallet richiedono un equipaggiamento particolare ed una certificazione altrettanto particolare definita ATEX. Mentre in ambienti particolari come l'ambiente alimentare, chimico e farmaceutico è necessario utilizzare solamente prodotti in acciaio inox per evitare qualsiasi tipo di contaminazione e/o perdita di particolati che possono risultare nocivi (vernici, ruggine, elementi ferrosi ecc...).